# HAT-P-15
HAT-P-15 (Berehynia) – gwiazda w gwiazdozbiorze Perseusza. Według pomiarów sondy Gaia opublikowanych w 2018 roku jest odległa od Słońca o ok. 630 lat świetlnych. Obiega ją co najmniej jedna planeta pozasłoneczna.

## Nazwa
Gwiazda ma nazwę własną Berehynia, pochodzącą od brzegini, bóstwa związanego z wodą i brzegami w wierzeniach słowiańskich. Nazwa została wyłoniona w konkursie zorganizowanym w 2019 roku przez Międzynarodową Unię Astronomiczną w ramach stulecia istnienia organizacji. Sto państw zyskało prawo nazwania gwiazd i okrążających je planet, uczestnicy z Ukrainy mogli wybrać nazwę dla tej gwiazdy. Wybrane nazwy miały być powiązane tematycznie i związane z Ukrainą. Spośród nadesłanych propozycji zwyciężyła nazwa Berehynia dla gwiazdy i Tryzub dla planety.

## Charakterystyka
HAT-P-15 to żółty karzeł, gwiazda podobna do Słońca; należy do typu widmowego G5. Ma temperaturę około 5570 K. Jej masa jest nieznacznie większa od masy Słońca, a promień o ok. 8% większy od promienia Słońca. Jest najprawdopodobniej starsza od Słońca, jej wiek ocenia się na 6,8 miliarda lat. Jest niewidoczna gołym okiem, jej obserwowana wielkość gwiazdowa to ok. 12,4m.
W 2010 roku odkryto krążącą wokół tej gwiazdy planetę HAT-P-15 b (Tryzub). Planeta jest gazowym olbrzymem o masie około dwukrotnie większej od masy Jowisza, ale obiegającym gwiazdę w odległości 0,096 au (dziesięciokrotnie bliżej niż przebiega orbita Ziemi w Układzie Słonecznym), czyli tzw. gorącym jowiszem.
| Towarzysz  | Masa [ MJ ]   | Promień [ RJ ] | Okres orbitalny [ d ] | Półoś wielka [ au ] | Ekscentryczność |
| b (Tryzub) | 1,946 ± 0,066 | 1,072 ± 0,043  | 10,863502 ± 2,7×10–5  | 0,0964 ± 0,00014    | 0,190 ± 0,019   |